# Stakroge
Stakroge is een plaats in de Deense regio Midden-Jutland, gemeente Herning, en telt 282 inwoners (2008).